# Versuch über das Theater
Versuch über das Theater ist ein Essay von Thomas Mann, entstanden von Februar bis Mai 1907. Es handelt sich im Kern um eine Auseinandersetzung Thomas Manns mit den kunsttheoretischen Schriften Richard Wagners. Bekämpft wird dessen Standpunkt, das Drama sei dem Roman überlegen. Bejaht wird Wagners Forderung, das Theater müsse zur Volkstümlichkeit zurückkehren.
Die Schärfe, mit der der gescheiterte Bühnenautor Thomas Mann (Fiorenza) dem Drama eine Unterlegenheit gegenüber dem Roman zuschreibt, wird im Text – wie bei Thomas Mann üblich, wenn er polemisiert (Leiden und Größe Richard Wagners, Nietzsches Philosophie im Lichte unserer Erfahrung) – durch neutrale und indifferente Einflechtungen sowie durch die eine oder andere anerkennende Bemerkung relativiert.

## Entstehung
Mit seinem Drama Fiorenza war, was dessen Bühnentauglichkeit betrifft, Thomas Mann gescheitert. Er beschreibt es „als ganzes Kunstwerk genommen doch mißgeboren.“ „Von eigentlich dramatischer Wirkung kann bei «Fiorenza» gar nicht [sic] die Rede sein, die Wirkung ist ganz novellistisch, und das Hauptgewicht liegt auf dem Sprachlichen.“ Und weiter: „«Fiorenza» muß, wenn ein leidlich normaler Theaterabend daraus gemacht werden soll, buchstäblich um die Hälfte gekürzt werden.“ Nach den Erfahrungen mit seinem einzigen Drama ist der Theater-Essay entstanden.
Mit dem Essay reagierte Thomas Mann auf eine Rundfrage der Zeitschrift Nord und Süd zum Einfluss des modernen Theaters auf die ethische und ästhetische Bildung. Der Lektor Moritz Heimann vom Verlag S. Fischer lehnte in seinem Brief vom 7. Mai 1907 den Text ab. Thomas Mann erwog nun, den Essay in Maximilian Hardens Zeitschrift Zukunft unterzubringen. Der Erstdruck erschien dann aber doch in den Heften Januar und Februar 1908 von Nord und Süd. Das fünfte Kapitel (von insgesamt sechs) wurde unter dem Titel Das Theater als Tempel in der Zeitschrift Morgen am 26. Juli 1907 vorab gedruckt.

## Kernaussagen
Thomas Mann stellt die epische Prosa, die Kunst des Romans über die Kunstgattung Drama. Zugleich bestätigt er sich vor der Welt als Epiker.
Das Theater komme nach Thomas Manns Eindruck ohne die Literatur aus, – es könne ohne sie bestehen. Der ihm überlegene Roman enthalte mehr Lyrik und Drama als das Drama selbst. Dazu sei der Roman genauer, vollständiger, wissender, gewissenhafter, tiefer als das Drama. „Episches Überschauen“ mache ihn dem Drama überlegen, dessen Wesen – in der Tragödie – „irrendes Handeln“ sei. Auch psychologisch und in allem, „was die Erkenntnis des Menschen an Leib und Charakter“ betreffe, stehe der „erzählte Mensch“ im Roman rund, ganz, wirklich und plastisch da. Das Drama sei dagegen eine Kunst der Silhouette. Auch habe der Erzähler mehr zu tun als der Dramatiker. Er müsse all das noch, was der Schauspieler veranschauliche, was der Regisseur leiste, was die Maler [Bühnenbildner], Maschinisten und selbst die Musiker beibrächten, allein übernehmen. Beim Theater herrsche Arbeitsteilung.
Die epische Prosa sei ein Darstellungsmittel, welches ironischer Unverbindlichkeit und feinster Indirektheit fähig sei. An Raffinement der künstlerischen Technik stehe der Roman dem Drama zum mindesten nicht nach.
Im Theater werde die geistig-sinnliche Suggestion (in ihr sieht Thomas Mann ein wesentliches Anliegen der Kunst überhaupt) zu einem panoptischen Illusionismus „vergröbert“. Das Schauspiel, das Theater, tyrannisiere wie eine schlechte Illustration die Phantasie. Es sei auf eine unzulängliche Sinnfälligkeit festgelegt. Das Schauspiel, das Theater mit seiner aufdringlichen Täuschungssucht, seinem technischen Zauberapparat, seinen Guckgenüssen gegen Entree sei ein „Kunstsurrogat“ für die stumpfe Menge, eine „Volksbelustigung“, eine höhere – und nicht immer höhere – „Kinderei“. – Thomas Manns Bekenntnis: „Hat mir je das Theater einen reinen Genuß, eine hohe und zweifellose Schönheitserfahrung vermittelt? Nein.“
Ursprung und Wesen allen Theaters sei die mimische Stegreif-Produktion, am klarsten zu erkennen beim ursprünglichen Volksschauspiel, dem Kasperltheater. Hier hatte Wagner Anregungen für seinen Siegfried in Der Ring des Nibelungen gefunden, „dies ideale Kasperltheater mit seinem unbedenklichen Helden! Hat denn noch niemanden die hohe Ähnlichkeit dieses Siegfried mit dem kleinen Pritschen-schwinger vom Jahrmarkte eingeleuchtet?“
Literatur, räumt Thomas Mann ein, wurde das Schauspiel, als das Lesedrama entstand. Hier sei die Kluft, die Zwietracht zwischen Dichtung und Theater aufgehoben. Doch für das ‚Brettergerüst‘ gelte, dass der Rang eines Theaters sich danach bestimme, wie gut oder schlecht dort Komödie gespielt wird, – nicht danach, in welchem Maße es die Literatur begünstige.

## Sekundärliteratur
- Günther Blöcker: Thomas Mann und das Theater. Zum Tode des Dichters. In: Theater und Zeit. 1, 1955.
- Lavinia Jollos-Mazzuchetti: Thomas Mann und das Theater. In: Sinn und Form. Sonderheft Thomas Mann. 1965.
- Alfred Ettinger: Der Epiker als Theatraliker. Thomas Manns Beziehungen zum Theater in seinem Leben und Werk. Diss. Frankfurt 1988, ISBN 3-8204-1145-3.